# Henry Theodore Tuckerman
Henry Theodore Tuckerman, född 20 april 1813, död 17 december 1871, var en brittisk författare.